# Astragalus glaux
Astragalus glaux es una  especie de planta herbácea perteneciente a la familia de las leguminosas. Se encuentra en el occidente de Europa y Norte de África.

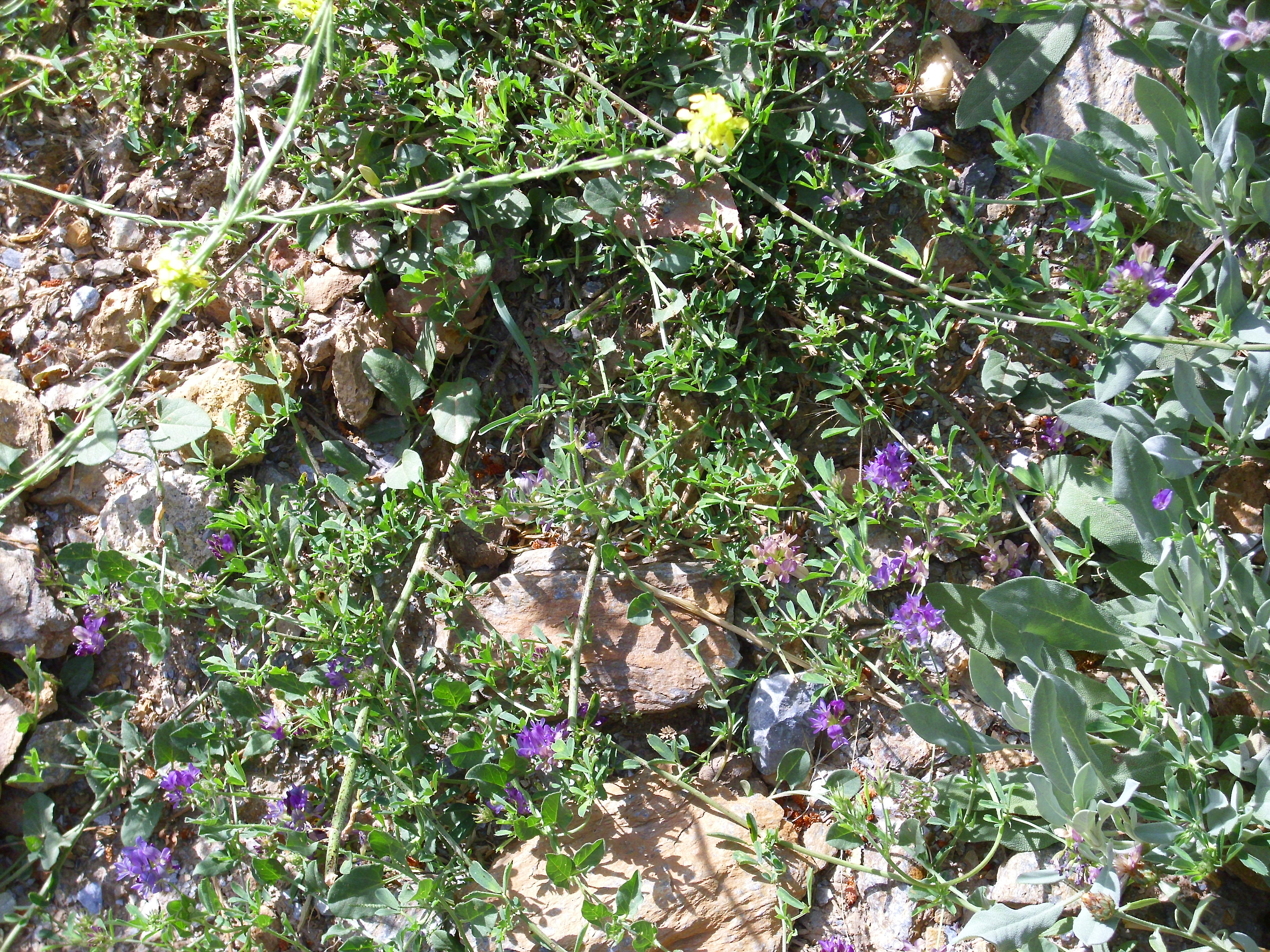
En su hábitat

## Descripción
Es una pequeña hierba perennifolia, pequeña pero robusta, tendida sobre el sustrato. Las hojas están divididas en folíolos con forma de elipse estrecha, pelosos en el envés. Desarrolla numerosas flores agrupadas en glomérulos, que tienen un pedúnculo de la misma longitud que las hojas. Estas flores tienen la corola azulada y el cáliz con pelos blancos. Al fructificar se forma una legumbre de menos de 1 cm, sentada, con pico apical y cubierto de pelos.

## Distribución y hábitat
Es una planta herbácea perennifolia que tiene una distribución por la región del Mediterráneo y se encuentra en los pastizales vivaces secos de montaña.

## Taxonomía
Astragalus glaux fue descrita por  Linneo y publicado en Species Plantarum 2: 759–760, en el año 1753. (1 de mayo de 1753)
Etimología
Astragalus: nombre genérico derivado del griego clásico άστράγαλος y luego del Latín astrăgălus aplicado ya en la antigüedad, entre otras cosas, a algunas plantas de la familia Fabaceae, debido a la forma cúbica de sus semillas parecidas a un hueso del pie.
glaux: epíteto latíno que significa  "glauco".
sinonimia
- Astragalus capitatus Lam.
- Astragalus clusii Bubani
- Astragalus glaux var. brevipes Lange
- Astragalus glaux var. granadinus Fernald
- Astragalus glaux var. purpureus Maire
- Astragalus glaux var. rostrata Ball
- Astragalus granadinus Pau
- Astragalus granatensis Lange
- Astragalus mauritanicus Steven
- Astragalus procumbens Mill.
- Tragacantha glaux (L.) Kuntze[6]